# Vladímir Steklov
Vladímir Steklov (rus: Владимир Андреевич Стеклов)  (Nijni Nóvgorod, 28 de desembre de 1863 (Julià) - Gaspra, 30 de maig de 1926) va ser un matemàtic rus.

## Vida i obra
Steklov va ser fill d'un pastor ortodox i de la germana del crític literari Nikolai Dobroliúbov. Va fer els seus estudis secundaris a un selecte institut de Nijni Nóvgorod en el qual només es va començar a interessar pels estudis en els darrers dos anys. El 1882 va ingressar a la facultat de Física i Matemàtiques de la universitat de Moscou, però no té gaire èxit i finalment va a parar a la universitat de Khàrkiv en la qual serà deixeble d'Aleksandr Liapunov. Es va graduar el 1887 i el 1891 va ser nomenat professor de mecànica de la universitat. El 1902, el mateix any que va llegir la seva tesi doctoral, Liapunov va deixar Khàrkiv per ocupar una càtedra a la universitat de Sant Petersburg; Steklov va ser el seu substitut a Khàrkiv. El 1906 ell mateix també va marxar a Sant Petersburg on va fer la resta de la seva carrera acadèmica.
Steklov va ser el fundador del Institut de Matemàtiques de Sant Petersburg que porta el seu nom en honor seu. Steklov estava molt en contra del règim tsarista i simpatitzava amb les idees progressistes, per això va col·laborar intensament amb les autoritats soviètiques en la construcció d'una nova xarxa de recerca.
Va publicar més de 150 articles científics en el camp de les matemàtiques aplicades, destacant els seus treballs en funcions ortogonals, tema sobre el que va escriure el llibre Teoria general de les funcions fonamentals.